# Pantheon
Il Pantheon (dal greco: παν, pan, "tutti" e θεων, theon, "dèi"), raramente latinizzato in Pantheum, indica sia un edificio di culto, come un tempio, dedicato letteralmente "a tutte le divinità", sia l'insieme degli dèi di una specifica religione politeista. Il più noto è il Pantheon a Roma, costruito nel 27 a.C. dove, tra gli altri, sono sepolti i primi due Re d'Italia e la regina Margherita: è uno dei siti museali statali italiani più visitati in assoluto.

## Metonimia
A partire dalla fine del Settecento, il termine pantheon definisce anche un edificio monumentale dove siano seppelliti i personaggi illustri di una città o di una nazione, come ad esempio, in Italia, il Pantheon Ingenio Claris del cimitero monumentale di Verona, la Sala del Pantheon del cimitero monumentale della Certosa di Bologna, il Pantheon dei siciliani illustri ovvero la Chiesa di San Domenico a Palermo.

## Descrizione
Come lista di divinità si possono distinguere tra le altre:
- Lista di divinità e devozioni della mitologia azteca
- Pantheon celtico
- Concilio divino
- Divinità dell'antico Egitto
- Olimpi
- Pantheon dei Guanci
- Pantheon greco
- Divinità induiste
- Pantheon inca
- Pantheon Maya
- Pantheon etrusco
- Pantheon norreno
- Pantheon romano
- Pantheon slavo
- Divinità della mitologia sumera
- Pantheon faerûniano
- Pantheon mesopotamico

Come edifici dedicati agli dèi, i pantheon più famosi al mondo sono il Pantheon di Roma, tempio di Roma antica e successivamente chiesa cristiana, ed il Pantheon di Parigi.
Le dodici divinità del pantheon romano sono l'equivalente delle dodici divinità del pantheon greco, aventi Zeus-Giove come divinità superiore alle altre. Il nome latino era la traduzione del corrispondente nome greco della divinità. Rispetto al panteismo di altre religioni, quello greco-romano non fu un panteismo "perfetto", perché ammetteva una divinità superiore a tutte le altre per forza e sapienza. Nell'unico caso della divinità principale, la parola Iuppiter (genitivo: Iovis) ha la stessa radice del greco Zeus (gen. Diòs): in particolare, la parola Iuppiter nasce dall'unione di Zeus Pater (lett. Dio Giove è il padre). Dalla stessa radice deriva anche il latino divus (Dio), che questo aspetto comune con la religione ebraica permetterà poi di attribuire anche al Dio Padre cristiano.

## Nelle arti
Nel linguaggio laico e figurato, il pantheon può essere inteso come un gruppo ideale in cui annoverare i personaggi o gli eventi più significativi di un settore, di un popolo o di un'organizzazione (es: "Mick Jagger va inserito nel pantheon del rock").